# 배나리
배나리(1979년 1월 30일 ~ )은 대한민국의 리포터이다.

## 학력
- 이화여자대학교 피아노학과

## 경력
- 채널V VJ

## 진행 프로그램
- 1998년 MBC 일요아침드라마 사랑밖엔 난 몰라 - 특별출연
- 2002년 SBS 일일시트콤 대박가족 - 특별출연
- 2004년 SBS TV 동물농장
- MBC 섹션TV 연예통신
- SBS 출발 모닝와이드
- SBS LA 아리랑
- GTV Wow Music

## TV 게스트
- 2006년 11월 18일 KBS1 가족오락관